# Unión de las Peras
Unión de las Peras är en ort i Mexiko.   Den ligger i kommunen Malinaltepec och delstaten Guerrero, i den sydöstra delen av landet, 240 km söder om huvudstaden Mexico City. Unión de las Peras ligger 2 418 meter över havet och antalet invånare är 142.
Terrängen runt Unión de las Peras är kuperad åt nordost, men åt sydväst är den bergig. Unión de las Peras ligger uppe på en höjd. Runt Unión de las Peras är det ganska tätbefolkat, med 65 invånare per kvadratkilometer. Närmaste större samhälle är Malinaltepec, 8,8 km söder om Unión de las Peras. I omgivningarna runt Unión de las Peras växer huvudsakligen savannskog.